# Ocotea jorge-escobarii
Ocotea jorge-escobarii är en lagerväxtart som beskrevs av Cirilo Nelson. Ocotea jorge-escobarii ingår i släktet Ocotea och familjen lagerväxter. Inga underarter finns listade i Catalogue of Life.